# Rhithrogena zernyi
Rhithrogena zernyi is een haft uit de familie Heptageniidae. De wetenschappelijke naam van de soort is voor het eerst geldig gepubliceerd in 1991 door Bauernfeind.
De soort komt voor in het Palearctisch gebied.